# Motor de corrente alternada
Motor elétrico de corrente alternada é um equipamento rotativo que funciona a partir do fornecimento de energia elétrica.
Estes motores podem ser divididos, num primeiro momento, em síncronos e assíncronos, sendo que o assíncrono sofre escorregamento conforme a intensidade de carga (i.e., oscila a rotação). São também a esmagadora maioria na indústria.
Uma divisão principal entre eles ocorre entre trifásicos e monofásicos. A diferença entre estes dois tipos de alimentação altera profundamente a versatilidade e performance do motor. Os monofásicos são muito mais limitados e precisam de capacitores de partida para conseguir vencer a inércia.
Existem também outros subtipos de motor de corrente alternada. Um deles é o motor de dupla polaridade, o qual pode rodar em duas velocidades diferentes em detrimento da potência e também o motor de eixo-duplo, que possui uma saída para cada lado.
Nas placas de identificação dos motores elétricos encontramos diversas informações sobre estes, como por exemplo:
- IP - índice de proteção - com um variação de IP-00 até IP-68, identifica o grau de proteção do motor em relação a água e corpos, sendo que o 1º número indica o nível de proteção contra corpos estranhos e o 2º contra água. Os índices "standards" são: IP-21 (Aberto), IP-44 (Fechado) e IP-55 (Blindado). Ademais, alguns motores vêm com uma vedação especial em sua mancalização, que o protege contra agentes climáticos. Estes incorporam a letra W  ao lado de IP, formando IPW.

- Forma Construtiva - normalmente dotados de 3 ou 4 algarismos (por exemplo: B3D e B35D), sendo que a primeira letra significa que é um motor dentro dos padrões. Os números do meio significam o uso ou não de flanges e a última letra diz em qual lado do motor está a caixa de bornes, onde se encontram os fios de energia do motor.
- Carcaça - Varia comumente de 63 a 355, e, acima disso, trata-se de uma aplicação especial de grande porte. Abaixo disso trata-se de um motor para fins domésticos. Este número representa a distância entre o centro do motor e o solo. A letra que fica ao lado deste número (l,m) vem do inglês large (comprido) e medium (médio), e referem-se ao comprimento do motor.
- Valores de Tensão elétrica - Os motores elétricos podem ser acionados com valores de tensões diversos, (127V, 220V, 380V, 440V e 760V). Para isso, precisa-se fazer o fechamento adequado para cada tensão. Os fechamentos não interferem na velocidade de rotação do motor, simplesmente servindo para alimentar as bobinas de maneira que gerem o campo magnético necessário para movimentar o rotor, o qual está alojado dentro da carcaça do motor. A tensão induzida nas expiras do bobinado do motor gera um campo magnético variável, que faz com que o rotor se excite magneticamente, girando assim o eixo do motor, criando uma conversão de energia elétrica para mecânica.

Dentre a enorme variedade de aplicações encontradas para os motores elétricos, podemos citar: bombas, compressores, exaustores, ventiladores, máquinas operatrizes.
Eles podem ser acionados tanto através de partida direta, bem como através de conversor de frequência, soft-starter, chave de partida, transformador, temporizador, etc.